# Zavod 12 Sofia
El Zavod 12 Sofia fue un equipo de fútbol de Bulgaria que jugó en la Liga Profesional de Bulgaria, la primera división nacional.

## Historia
Fue fundado a finales de 1944 en la capital Sofia con el nombre Udarnik en la Fábrica de Ingeniería Militar y Comunicaciones en Sofía. Dos años después pasa a llamarse Metalik y unió a todos los trabajadores de las empresas metalúrgicas privadas en la capital y de los aeropuertos de Vrazhebna y Bozhurishte.
En el otoño de 1949 el Metalik se fusionó con la organización deportiva voluntaria Energy, de nueva creación, de quienes trabajan en la industria pesada, la electrificación, el transporte y la minería. En 1953 pasa a ser el Zavod 12 (el antiguo VISF) como un equipo de fútbol separado, que después de 1953 participó en tres temporadas en el grupo "A" (1954, 1955 y 1956), durante el mismo período el Torpedo Sofia (en cuya estructura es Zavod 12), juega en las divisiones inferiores. Su mejor participación fue un cuarto lugar en 1954.
En 1957 sigue una nueva reorganización del movimiento deportivo; en el sexto distrito "Kirkovski" de Sofía, se estableció una empresa de cultura física y deportes Vitosha sobre un principio de producción territorial; inicialmente, Zavod 12 formó parte de ella, pero poco después (dentro del mismo año) pasó a la estructura de SFS Slavia, ya que SFS Vitosha se unió a la sociedad de cultura física de capital más antigua; después del final de la temporada de 1957, se tomó la decisión de que a partir de la temporada siguiente una DFS no tendría más de un equipo en los grupos "A" y "B", como resultado de lo cual el equipo Zavod 12 fue eliminado de la segunda división y cesó sus actividades deportivas y de competición. En sus tres temporadas en la primera división jugó 74 partidos de los cuales ganó 23, empató 27 y perdió 24; anotó 72 goles y recibió 80.
El Zavod 12 deja una huella en la historia del fútbol y las estadísticas del campeonato nativo, como el primer equipo Zavod que jugó en el grupo élite de Bulgaria. En 1968 nace el Zavod "Sredets", y más tarde pasa a ser "Balkankar-Sredets", y en años separados el equipo de la empresa registró su participación en los grupos de aficionados de Sofía y en el campeonato de trabajadores de la país.

## Palmarés
- B PFG: 1

1953

## Jugadores

### Jugadores destacados
- Dimitar Yordanov[3]
- Petar Panagonov[4]
- Ivan Dimitrov[5]